# Czar (Schiff, 1912)
Die Czar (russ. Царь) war ein 1912 in Dienst gestellter Transatlantik-Passagierdampfer der russischen Reederei Russian American Line, der für den Passagierverkehr von Russland nach New York gebaut wurde. Nach der Februarrevolution 1917 kam die Czar in britische Hände und wechselte mehrfach den Namen und den Betreiber. 1949 wurde das Schiff in Blyth verschrottet.

## Indienststellung

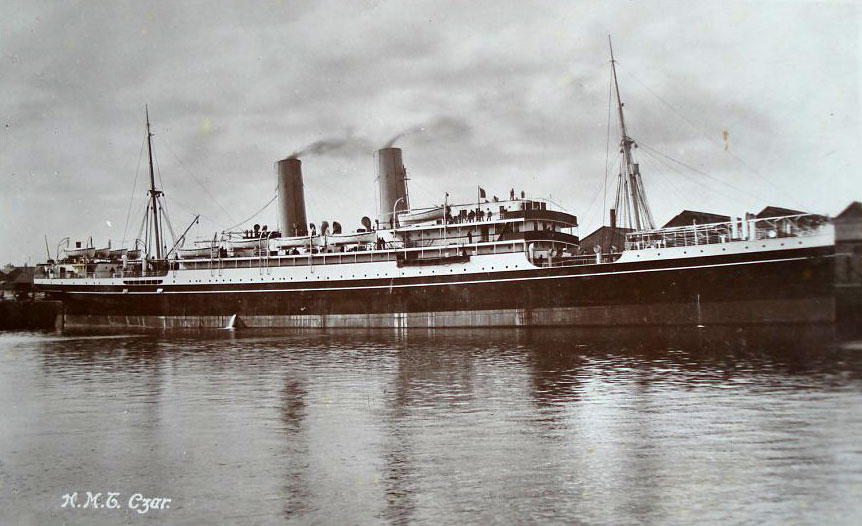
Die Czar am Pier

Das 6503 Bruttoregistertonnen (BRT) große Dampfschiff Czar wurde auf der schottischen Werft Barclay, Curle and Company in Glasgow gebaut und lief am 23. März 1912 vom Stapel. Das 129,54 Meter lange und 16,15 Meter breite Schiff wurde von zwei Vierfachexpansions-Dampfmaschinen angetrieben, die eine Reisegeschwindigkeit von 15 Knoten ermöglichten. Die Passagierkapazitäten lagen bei 30 Reisenden in der Ersten Klasse, 260 in der Zweiten Klasse und 1086 in der Dritten Klasse.
Die Czar wurde von der russischen Schifffahrtsgesellschaft Russian American Line bereedert, einem 1900 gegründeten Ableger des dänischen Handelsunternehmens Det Østasiatiske Kompagni (East Asiatic Company). Sie wurde für den Passagier- und Frachtservice von Libau über Kopenhagen nach New York gebaut und lief am 30. Mai 1912 zu ihrer Jungfernfahrt auf dieser Route aus. Am 13. Juni erreichte sie New York. Am 5. August 1913 ging in Libau der knapp zehn Jahre alte Mark Rothko mit seiner Familie an Bord der Czar, um in die USA auszuwandern.
Im Oktober 1913 war die Czar unter den insgesamt zehn Schiffen, die auf die Notrufe des in Flammen stehenden Passagierdampfers Volturno reagierten und an der Rettung der Passagiere teilnahmen. Sie nahm 102 Menschen von dem brennenden Schiff auf. Für ihre Bemühungen wurden 19 Besatzungsmitglieder der Czar im März 1914 auf Empfehlung des Board of Trade von König George V. mit der Sea Gallantry Medal ausgezeichnet. Am 17. Juli 1914 startete sie ihre letzte reguläre Überfahrt auf dieser Strecke. Ab dem 13. September 1914 fuhr sie von Archangelsk nach New York.

## Nach der russischen Revolution

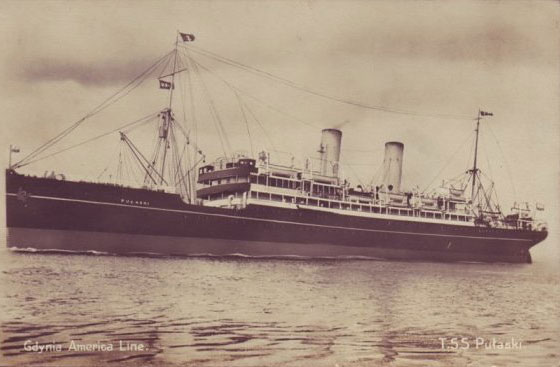
Die Czar während ihrer Dienstzeit als Pułaski

Nach der Februarrevolution 1917 ging die Czar an Großbritannien über und wurde in London registriert. Sie wurde 1917 an die Cunard Line verchartert, die sie der Cruiser and Transport Force der United States Navy zur Verfügung stellte. Anderen Schiffen der Russian American Line wie der Kursk und der Czaritza erging es ebenso. Am 16. April 1918 lief die Czar in Hoboken als Teil eines Geleitzugs zu ihrer ersten Truppenfahrt aus. Zu den Geleitfahrzeugen zählten unter anderem die Pocahontas, die El Oriente und die Czaritza. Am 7. Oktober 1918 verließ sie Newport News zusammen mit der Tenadores, der Susquehanna und der America. Es war das letzte Mal, dass sie amerikanische Soldaten nach Frankreich brachte. Danach beförderte sie nur noch britische Truppen.
Ende 1920 überstellte sie Cunard wieder an die Det Østasiatiske Kompagni. Diese gab sie im darauf folgenden Jahr in den Dienst einer ihrer anderen Unterabteilungen, der Baltic America Line, die sie in Estonia umbenannte und wieder auf die Transatlantikroute setzte. Am 11. Januar 1921 lief die Estonia in Glasgow zur ersten Fahrt für die neuen Eigner nach New York und zurück nach Danzig und Libau aus. Ab dem 23. Februar 1921 dampfte sie von Danzig und Libau nach Boston und New York. Im Februar 1925 wurden die Passagierunterkünfte umgebaut, sodass von da an Platz für 290 Passagiere in der Kabinenklasse und 500 in der Dritten Klasse war. Bereits im März 1926 änderte sich das erneut (110 Kabinenklasse, 180 Touristenklasse, 500 Dritte Klasse).
Die letzte Fahrt für die Baltic America Line führte die Estonia am 31. Januar 1930 von Danzig über Kopenhagen nach Halifax und New York. Danach wurde sie an die polnische Reederei Gdynia America Line verkauft, die sie in Pułaski umbenannte und in Gdynia registrierte. Am 13. März 1930 erfolgte die erste Fahrt für die Gdynia America Line von Danzig über Kopenhagen nach Halifax und New York und am 18. August 1935 die letzte. Am 18. Februar 1936 wurde die Pułaski auf die Route von Gdynia nach Buenos Aires umgesetzt, auf der sie bis zum 24. April 1939 blieb. Am 24. August 1939 lief sie nach Falmouth aus. Während des Zweiten Weltkriegs wurde das Schiff als alliierter Truppentransporter zunächst für die Franzosen und ab 1940 für die Briten verwendet. Zu diesem Zweck operierte sie im Nordatlantik, im Indischen Ozean und lief ebenso afrikanische Häfen an.
Am 16. April 1946 wurde der Dampfer wieder britischen Zivilbehörden übergeben. Er ging in die Flotte von Lamport & Holt über und wurde mit Heimathafen Liverpool unter dem Namen Empire Penryn wieder als Passagierschiff verwendet. 1948 wurde das 36 Jahre alte Schiff schließlich außer Dienst gestellt und traf am 19. Februar 1949 in der nordenglischen Hafenstadt Blyth zum Verschrotten ein.